# نيشان إيكهامنغا
وسام إيكهامنغا هو وسام شرف من جنوب إفريقيا.. تم تأسيسه في 30 نوفمبر 2003 وتم منحه من قبل رئيس جنوب إفريقيا للإنجازات في مجال الفنون والثقافة والأدب والموسيقى والصحافة والرياضة (والتي تم الاعتراف بها في البداية من قبل وسام الباوباب) يحتوي الترتيب على ثلاث فئات:
- الذهبية لتحقيق إنجاز استثنائي،
- الفضية لتحقيق إنجاز ممتاز،
- البرونزية لتحقيق الإنجاز المتميز

## تصميم النيشان
تُصوِّر الشارة على شكل بيضة الشمس المشرقة، و «رأس ليدنبورغ»، وزهرتين من الزهور المتلألئة، وطبل، وثلاث دوائر، وطريقين. يمثل الرأس الفنون، والشمس تمثل المجد، والدوائر ترمز إلى الرياضة، والطرق تمثل الطريق الطويل إلى التميز.. ويتم عرض شعار جنوب إفريقيا على ظهره.
أما الشريط فهو ذهبي مع أربعة خطوط بلون الكريم مدمجة من كل حافة ونمط من الأشكال الراقصة المتكررة أسفل المنتصف. يتم ارتداء جميع الفئات الثلاثة حول الرقبة.
تم تصميم وسام إيكهامنغا الوطني بواسطة تشارلز بيتر جاريث سمارت، مصمم الجرافيك المقيم في بريتوريا، جنوب إفريقيا.

## المستلمون
الذهبية
- جوليان باهولا للموسيقى
- ناتالي دو تويت للسباحة
- لجنة ملف كأس العالم لكرة القدم 2010 لكرة القدم
- بيسي هيد (بعد وفاته) للكتابة
- داني جوردان لإدارة كرة القدم
- رامابولو هيو ماسيكيلا للموسيقى
- جوزيف ألبرت ماشيت موكوينا (بعد وفاته) للرياضيات
- ستيف موكون لكرة القدم
- موليفي نثنائيل أوليفانت لإدارة كرة القدم
- آلان باتون (بعد وفاته) للأدب
- جورج بيمبا (بعد وفاته) للرسم
- غاري بلاير للجولف
- مامو كغيثي فاكنج للرياضيات
- لويس بو للسباحة
- تيو سوجا (بعد وفاته) لمساهمة استثنائية في الأدب والنضال من أجل التغيير الاجتماعي
- بنديكت واليت فيلاكازي عن أدب الشعوب الأصلية
- جوهر موسافال للباليه

الفضية
- هاشم املا للكريكيت
- إريك بالوي لتدريب الملاكمة
- ساثيما بيا بنيامين عن غنائها
- ويلي بيستر للفن [3]

- أندريه ب. برينك عن الكتابة
- توماس شوك للموسيقى
- كيتش كريستي للرجبي
- جوني كليج للموسيقى
- هيستري كلويت لألعاب القوى
- يوهانس جاكوبس ديجينار عن الفلسفة
- داريوس دلومو لكرة القدم والملاكمة
- باسل دوليفيرا لعبة الكريكيت
- مورنيه دو بليسيس للرجبي
- ناتالي دو تويت للسباحة
- أثول فوجارد للمسرح
- سيلفيا جلاسر للرقص
- فيرا جاو للغناء
- إيلس هايز لألعاب القوى
- حسن واسوا للإدارة الرياضية
- إنجريد يونكر (بعد وفاتها) للشعر
- إلسا جوبرت للكتابة
- بريان هابانا للرجبي
- بيني هاينز للسباحة
- جون كاني للمسرح
- جرانت خومو للرجبي
- إرفين خوزا لإدارة كرة القدم
- ألفريد كومالو للتصوير الفوتوغرافي
- أبيجيل كوبيكا للموسيقى
- ماندلا لانجا للكتابة
- تشاد لو كلوس للسباحة
- ستيفانوس لومبارد لألعاب القوى
- اتحاد ماكانا لكرة القدم
- إريك ماجولا للكريكيت
- اليجا مخاتيني للملاكمة
- سيدني ماري لألعاب القوى
- جيمس ماثيوز عن الشعر
- إيلانا ماير لألعاب القوى
- غلاديس مجدلاندلو (بعد وفاتها) للفن
- بيرسي مونتغمري للرجبي
- كايزر موتونج لكرة القدم
- ثيو مثيمبو للملاكمة
- موثل نايدو للأدب والدراما[4]

- ريك نيثلينج للسباحة
- ليونيل نجاكاني لصناعة الأفلام
- لوريتا نجكوبو للكتابة
- نومهل نكونيني للفنون المسرحية
- مخايا نتيني للكريكيت
- باتريك نتسويلينجو لكرة القدم
- جاكوب نتولي للملاكمة
- هنري نكسومالو (بعد وفاته) للصحافة
- مارغريت بولندا للغات الشعوب الأصلية وآدابها و الأنثروبولوجيا
- راي فيري للموسيقى شون بولوك للكريكيت
- ساندرا برينسلو عن التمثيل
- لوكاس راديبي لكرة القدم
- سام رمسامي للإدارة الرياضية
- دوللي راثيبي (بعد وفاتها) للموسيقى
- إيدي رو للأدب السياسي
- سوسنكر سوجولم (بعد وفاته) للجولف
- سوسنكر سوجولم (بعد وفاته) للجولف
- رولاند شومان للسباحة
- هيلين سيبيدي للفن
- جومو سونو لكرة القدم

- جون سميت للرجبي
- جورج سينغ لإدارة كرة القدم
- لوكاس سيثول لكرة المضرب
- زانيلي سيتو لألعاب القوى
- يمكن ثيمبا (بعد وفاته) للكتابة
- جوسيا ثوجوان لألعاب القوى
- مريام طلال للكتابة
- نيل توفي لكرة القدم
- جيك تولي (بعد وفاته) للملاكمة
- كاميرون فان دير بورغ للسباحة
- فاني فان دير ميروي لألعاب القوى
- إرنست فان ديك لسباق الكراسي المتحركة
- صفيق واتسون للرجبي
- جميلة يندي للغناء
- جميلة للغناء
- بوسي فيكتوريا ملونجو عن الغناء
- أشمت دافيدز (بعد وفاته) للأدب
- جاك هنري كاليس للكريكيت
- إيفون «شاكا شاكا» مهينجا للموسيقى
- نومهل نكونيني للفنون المسرحية
- بنجامين بوغروند للصحافة
- ماتاثا تسيدو للصحافة
- ماري توالا ملونجو عن الفنون المسرحية
- ليونيل موريسون للصحافة

البرونزية
- كريستيان أشلي بوتا عن موسيقى الكورال

- جيري كويتزي للملاكمة

- سينديوي ماجونا للأدب

- إلسا ماير لألعاب القوى العليا
- تيبوهو موكجالاجادي لألعاب القوى
- خوتسو موكوينا لألعاب القوى
- ثيمبا باتريك ماجيزا للأدب
- مبولايني مولودزي (بعد وفاته) لألعاب القوى
- أوسكار بيستوريوس لألعاب القوى (تجريد)
- كاستر سيمينيا لألعاب القوى
- فيكتور الوشاي عن تاريخ السكان الأصليين
- جين زيدل رودولف لتأليفها الموسيقى
- سيبوسيسو فيلان لتسلق الجبال
- مارجوري والاس للفن
- لوريكا راوخ لمساهمتها البارزة في مجال الموسيقى وزيادة الوعي بالظلم السياسي من خلال الموسيقى.
- ماتلاهيلا مايكل ماسوتي لمساهمته البارزة في تطوير فرق أوركسترا الشباب وموسيقى الكورال في النوع الكلاسيكي في جنوب إفريقيا.

## روابط أخرى
- South African government website
- South African government website Order of Ikhamanga search
- Article Regarding Reverend Frank Chikane and the Presentation introduction of the Order